# 国鉄コキ10000形貨車
国鉄コキ10000形貨車（こくてつコキ10000がたかしゃ）とは、日本国有鉄道（国鉄）が特急貨物列車用として1966年（昭和41年）から製作した貨車（コンテナ車）である。
コンテナのみの輸送を目的としたコキ10000形と、緩急設備を有し車掌乗務を可能としたコキフ10000形とがあり、これに加え種々の派生形式が存在する。ここではこれらをまとめて解説する。

## 概要

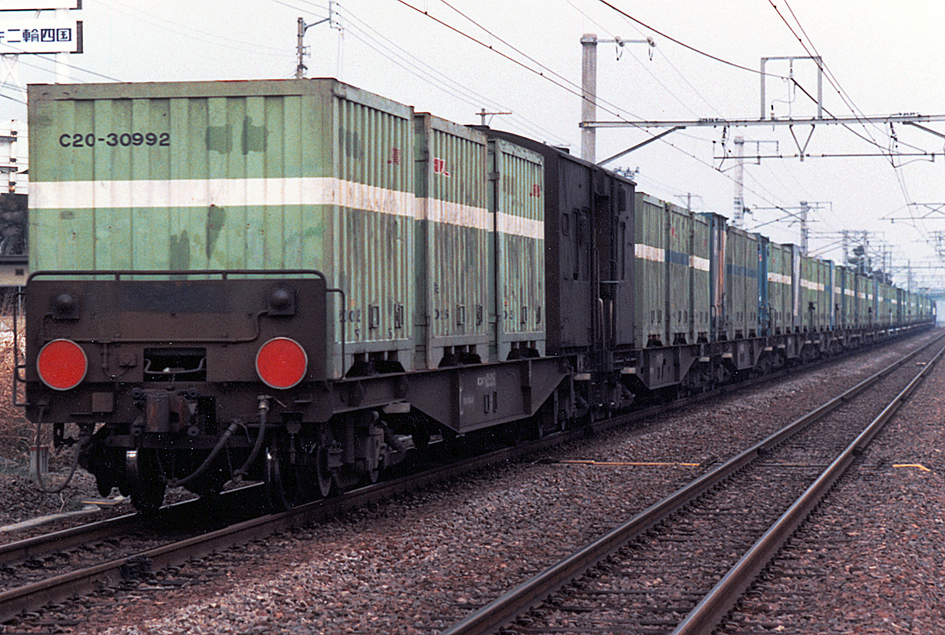
コキ10000形で組成された貨物列車（予讃線）

高速道路網の整備が本格化し、長距離貨物輸送においてトラックの輸送量が急増しつつあった状況に対抗するため、東海道・山陽本線の特急貨物列車（のちの高速貨物列車）の運行速度を向上する目的で開発された「10000系貨車」の一形式である。ワキ10000形・レサ10000形などとともに最高速度 100 km/h での走行が可能な貨車として開発され、本系列は1966年10月に営業運転を開始した。
1968年（昭和43年）には寒地向けの車両が投入され、北海道へも運用されるようになる。翌年にはトラックとの共同輸送を考慮した「フレートライナー」方式の導入により、 10 t コンテナを積載できるコキ19000形が開発された。
本系列は総数516両が製造され、同時に製作されたC10系列コンテナと共に幹線の高速列車に重用されてきた。しかしながら、特殊装備を多用するため製造コストが割高で、日常の保守も煩雑であることから投入は輸送量の大きい幹線のみにとどまり、1969年（昭和44年）に本系列の製作は終了している。
1971年（昭和46年）にコキ50000系が後継として投入され、同系列に適合した 12 ft のC20系列コンテナや 20 ft コンテナが普及してくると、一部は新規格の12ftコンテナを積載できるように（コキは4個積みに、コキフは3個積みに）改造された上で、運用地域を変更して使用されるようになる。しかし、積載効率に劣り運用上も制約の多い本系列は転用にも制約が大きく、一部は長物車チキ5200形などに改造のうえ他用途へ転用された。
国鉄末期には長崎発着鮮魚列車として、機関車+コキ10000数両+レサ10000数両+レムフ10000という混結編成もあった。
1987年（昭和62年）4月の国鉄分割民営化に際しては、コキ10000形257両、コキ19000形7両、コキフ10000形35両が日本貨物鉄道（JR貨物）に継承された。その前後にコキ50000系（250000番台他）やコキ100系など、運用に制約の少ない高速運転可能な車両が投入されると本系列の淘汰はさらに進み、波動輸送を主として運用されていたが、一般の運用は1994年（平成6年）度までに終了した。全廃は1996年（平成8年）である。

## 構造
台枠はチキ5000形（のちコキ5500形）の魚腹形側梁をもとに構造や製造工程を改良し、台枠重量はコキ5500形に比べ約 2 t 軽量化された。側面の補強は片側4箇所に減らされ、外観は簡素な印象を受ける。外部塗色は20系客車と同じ青15号（濃青色）である。車体の一端に手ブレーキ付きの手すりとそれを操作する係員用のデッキ、デッキへの昇降用ステップを有し、台枠上には 10 ft コンテナ用の緊締装置を左右5組装備する。
緩急車コキフ10000形にはデッキ側にコンテナ1個分の車掌室を設け、 10 ft コンテナ用の緊締装置は左右4組である。車両の両端どちらが列車最後部になっても運用できるよう、デッキのない側にも手すりを設け2組の尾灯を装備している。
なお、国鉄時代末期からJR移行直後の時期にかけて、貨物列車への車掌乗務が原則として廃止されたことにより、コキ50000系の緩急車であるコキフ50000形が、コキ50000形（53000番台並びに58000番台）に改造されて形式消滅したのに対し、本形式の緩急車であるコキフ10000形については、廃車まで車掌室は撤去されなかった。

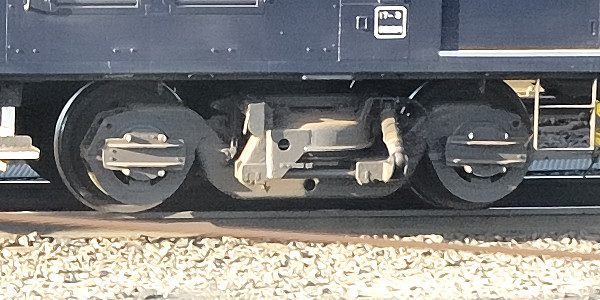
10000系貨車用のTR203形台車（ナハ29000形29002、2006年11月、苗穂駅）

台車は高速貨車用に新たに開発されたTR203形である。高速走行と積空差の影響に鑑み、枕バネは空気バネ、軸箱はゴムブロック支持方式を採用した。ブレーキ装置は同様に新規開発されたCLE方式（応荷重式電磁自動空気ブレーキ）で、反応性を向上させ高速域からの確実な制動を可能とした。これらの装備により、最高速度 100 km/h での走行が可能である。
連結器は空気管付きの密着自動連結器を装備する。これは台車の空気バネに空気を供給するための元空気ダメ管 (MR) を車両に引き通す必要があることと、同時に繋がる空気管を確実に連結するため、連結時の隙間を最小限にするためである。一般の貨車とも混結は可能であるが、その場合は空気バネの空気供給をブレーキ管 (BP) から行うため、供給量が多くなった場合BP管が減圧してしまい、制動が作用してしまう問題がある。これを防止するため、本系列をMR管を使用せずに混結する際の最大連結両数は6両までに制限される。
これら特殊装備を有するため、本系列を営業運転で牽引できる機関車は、電磁ブレーキの指令回路や元空気ダメ引き通し管を装備した特定の機種に限られる。

## 形式別概説

### コキ10000形
試作車
先行試作車で、1966年に19両（コキ10000 - コキ10018）が汽車製造にて製作された。
編成単位での種々の走行試験を行い、その結果は量産車に反映されている。量産車でブレーキ装置などが大幅な変更を受けたことから当車も後に量産化改造が施工され、当初はなかった台車オイルダンパのプロテクタも設置された。
量産車
1966年  - 1969年に352両（コキ10019 - コキ10370）が汽車製造、川崎車輌（富士車輌、ナニワ工機とのグループ製作）、日本車輌製造（輸送機工業とのグループ製作）、三菱重工業、日立製作所にて製作された。
先行試作車でのデータをもとにブレーキ装置などが変更され、デッキブレーキ側の側面に配管が通るなど外観も異なる。台車のオイルダンパ破損を防ぐため、台車直上の台枠にプロテクタを設けた。
寒地向
北海道方面へ運用するため寒地向け装備を付加した区分で、1968年（昭和43年）に85両（コキ18000 - コキ18084）が日立製作所にて製作された。
ブレーキ制御装置を保護箱に収納し、連結器にはカバーが備え付けられた。台車は耐寒性能を付加したTR203S形である。外観上の暖地用との相違は、連結器カバーを収納する小型の箱が台枠側面に設置された程度である。
2種 5 t (12 ft) コンテナ積載改造（210000番台）
本形式はコキ5500形と同様、1種 5 t (10.8 ft) コンテナ5個積として製作されたが、コキ50000系と共に開発された2種 5 t (12 ft) コンテナの普及に伴い、これを効率的に積載可能とする改造が1974年（昭和49年）から実施された。
改造は台枠上の緊締装置を移設し、2種 5 t (12 ft) コンテナ4個積みとするもので、施工後は荷重が 34 t から 28 t に変更された。コキフ10000形は4個積みを3個積みに改造し荷重を 21 t に変更した。改造車の番号は「原番号+200000」の基準で付番されている。
本系列は短期間で全車の改造が完了し、改造終了後には全車が原番号へ復元されている。
20 ft コンテナ対応改造（11000・12000番台）
20 ft コンテナ積載用には当初コキ19000形が製作されたが、後年に一般車から改造された車両が存在する。改造車はいずれも 20 ft コンテナ専用（2個積み）で、 10 ft コンテナの積載はできない。
11000番台はコキ19000形の事故廃車補充のため、1977年（昭和52年）に暖地向け量産車から4両（コキ11000 - コキ11003）が広島工場にて改造された。 10 ft 用の緊締装置は撤去し、 20 ft 用にエンドロック式の緊締装置を設置した。
12000番台はJR移行後に新設された隅田川 - 東青森間「北たから」に使用するため、1988年（昭和63年）に18000・18100番台から10両 (コキ12000 - コキ12009) が新小岩車両所にて改造された。改造事項は11000番台と同様だが、識別のため側面の魚腹部に黄色の帯を表示する。
暖地向け転用改造（10400・10500番台）
JR移行直後、青函トンネル開業に伴い運用体系が大幅に変更され、本系列の寒地向け運用が減少した。これによる余剰車を転用するため、寒地向け車両の耐寒装備を撤去し暖地向けとする改造を1988年に実施した。対象はコキ10000形のみで、コキフ10000形は含まれない。
10400番台は寒地向け新製車（18000番台）から18両（コキ10400 - コキ10417）が、10500番台は寒地向け改造車（18100番台）から10両（コキ10500 - コキ10509）が改造された。外観は一般の暖地向け車両と同一である。10500番台は暖地向け車両を寒地向けに改造し、再度暖地向けに復元されたグループであるが、原番号への復元はされていない。

### コキフ10000形

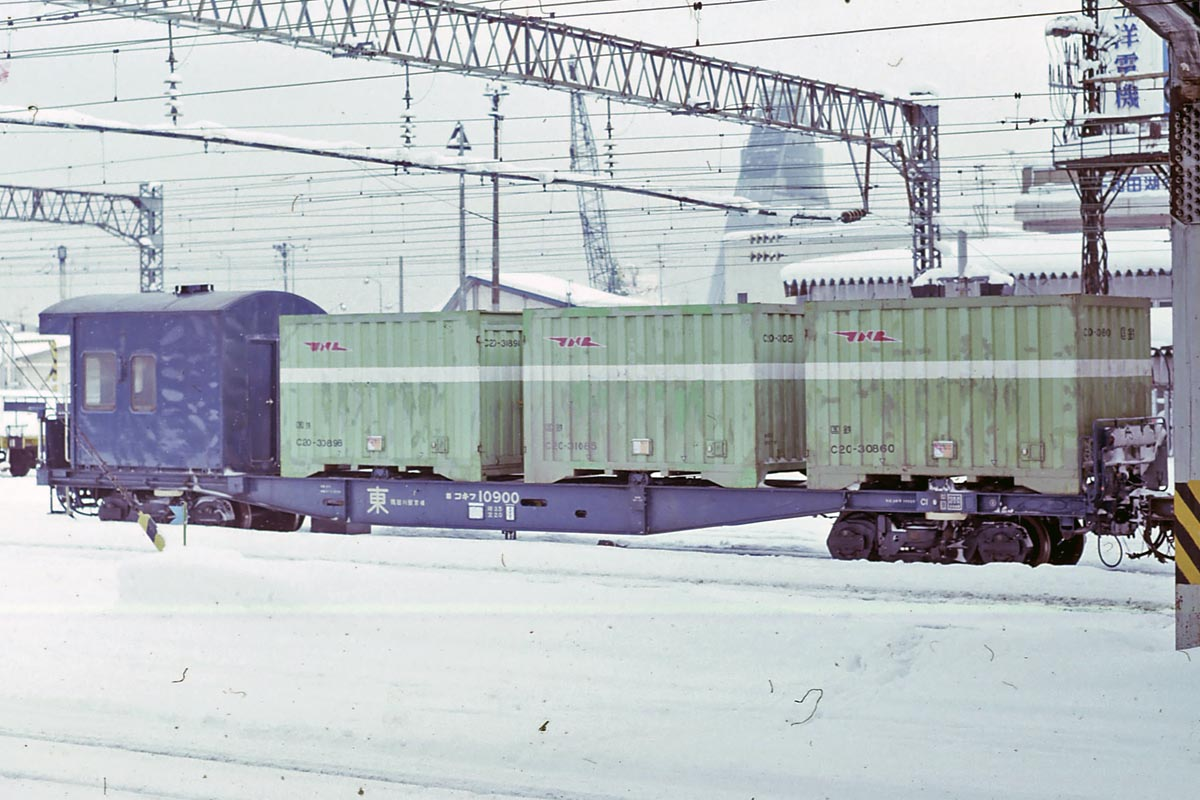
コキフ10900

試作車
1966年に3両（コキフ10000 - コキフ10002）が川崎車輌（富士車輌、ナニワ工機とのグループ製作）、日本車輌製造（輸送機工業とのグループ製作）、日立製作所の3グループにてそれぞれ1両ずつ製造された。
台枠上の車掌室ユニットは性能比較のため、電源方式を車軸発電機・ディーゼル発電機の2種を競作するなど3両とも仕様が異なる。編成単位での種々の走行試験を行い、その結果は量産車に反映されている。仕様統一のため後年に量産化改造が施工されたが、台車オイルダンパのプロテクタは車掌室側の台車直上部には設置されず、片側のみに設置されている。また車掌乗り込み用ドア戸袋側妻板にも後方監視窓がある。
量産車
1966年 - 1968年に37両（コキフ10003 - コキフ10039）が日本車輌製造（輸送機工業とのグループ製作）、日立製作所にて製造された。
ブレーキ装置などが変更され、手ブレーキの配管は台枠側面に露出する。車掌室は雨樋の位置や窓配置が変更され、電源方式は車軸発電式が採用された。台車オイルダンパのプロテクタは両側の台車直上部に設置されている。
一部の車両は、1969年に電磁ブレーキのジャンパ栓以外に、密着自動連結器直下に電気連結器を装備している。これは後補機が必要となる山陽本線瀬野 - 八本松間の走行解放に対応するためで、後継のコキ104形10000番台に置き換えられる1996年まで使用され、本系列では最後まで残った形式番台であった。
寒地向
北海道方面へ運用するため寒地向け装備を付加した区分で、1968年に11両（コキフ10500 - コキフ10510）が日立製作所にて製造された。
ブレーキ・台車などにコキ10000形18000番台と同一の耐寒装備を付加している。車掌室は断熱性能を強化し、窓は二重窓とされた。
試作車、量産車、寒地向車及びレムフ10000形とも電磁ブレーキ使用時には車掌室内の表示灯及び車側灯（オレンジ色）が点灯する。中間車両増解結時には導通試験（電磁ブレーキ表示灯確認）が列車掛や車掌によって行われていた。
寒地向け転用改造
1971年のコキ50000系運用開始に伴う本系列の転用に際し、暖地向け車両を寒地向けに改造した。改造後の仕様は当初からの寒地向け車両と同一で、外観上の差異はない。1972年（昭和47年） - 1973年（昭和48年）にコキ10000形の67両、（コキ18100 - コキ18166）コキフ10000形の7両（コキフ10700 - コキフ10706）が改造され、北海道・東北方面への運用に使用された。
性能試験車兼用改造（10900番台）
新製された貨車などの性能試験に充てる目的で、1987年（昭和62年）10月27日にコキフ10000形（コキフ10510）から1両（コキフ10900）が隅田川貨車区にて改造された。添乗・測定する職員が乗車するため、台枠上に取り外し可能な測定室を設けた。
測定室は、コキフ50000形から撤去した車掌室を再利用し、2個を背中合わせに接合した。車体と同じ青色に塗り替えられ、側面の腰部分に黄色帯を表示する。通常は測定室を取り外し、一般車と混用され北海道への運用に使用されていた。

### コキ19000形
フレートライナー輸送へ充当する目的で開発された、国鉄初の 10 ft / 20 ft コンテナ兼用車である。1969年に10両（コキ19000 - コキ19009）が汽車製造、日本車輌製造、川崎車輌、三菱重工業、日立製作所の5社にて各2両ずつ製作された。
20 ft コンテナの積載方法は、 10 ft 用の緊締装置を跨いだ上に台枠床面から浮かせた状態で固定する方式を採用したため、車体高さは一般車より 90 mm 下げられた。台枠寸法は変更され、台車はブレーキシリンダを車体側に移設したTR203A形とされている。試作要素の大きい形式で、緊締装置にはエンドロック式・ツイストロック式など複数の方式を採用し、将来は 30 ft ・ 40 ft などの大型コンテナも積載できるよう考慮されていた。

## 他系列・他用途への転用
チキ5200形
定尺（25メートル）レール輸送用の長物車である。1977年 - 1984年（昭和59年）に188両が改造された。
コキフ50000形（59000番台）
コキフ10000形のブレーキ装置を改造し、コキフ50000形に編入した車両である。1979年（昭和54年）に14両が改造された。